# Pedro Mascarenhas
Pedro Mascarenhas (1484, Mértola, Portugalsko – 23. června 1555, Goa, Portugalská Indie) byl portugalský mořeplavec, koloniální správce a místokrál v Goa. V roce 1512 byl prvním Evropanem, který spatřil ostrov Diego García v Indickém oceánu. V roce 1512 připlul k ostrovu Mauricius. O tom zda byl prvním kdo spatřil tento ostrov se nedochovaly žádné zprávy. Ostrov mohl být objeven již výpravami, které vedl Diogo Dias a Afonso de Albuquerque. V témže roce připlul i k ostrovu Réunion a Maskarény. V roce 1528 mořeplavec Diogo Rodrigues, po němž nese jméno ostrov Rodrigues pojmenoval souostroví, které tvoří ostrovy Réunion a Mauricius na počest po jeho objeviteli Pedru Mascarenhasovi Maskarény.
V letech 1525–1526 sloužil jako kapitán portugalské kolonie ve městě Malacca. Od roku 1554 až do své smrti v roce 1555 byl místokrál v Goa, hlavním městě portugalského území v Asii. Jeho následníkem v úřadu místokrále byl Francisco Barreto.